# Редукционная маммопластика

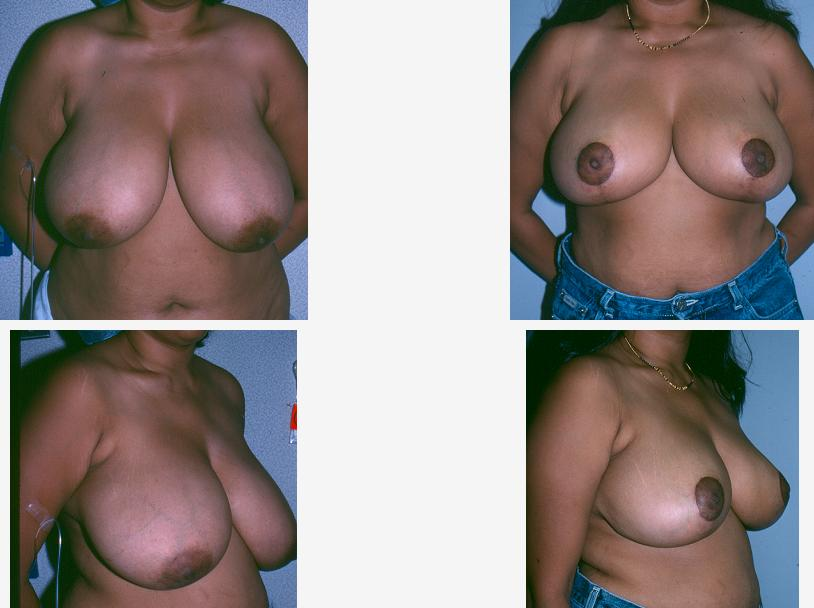

Редукционная маммопластика (уменьшение молочных желез) — оперативное вмешательство, направленное на уменьшение объема молочных желез путём резекции железистой и жировой тканей и избытка кожи.

## Историческая справка
История развития методов редукционной маммопластики берет свои истоки из античных времен и отражает стремление хирургов найти метод операции, который был бы надёжным, оставлял как можно меньше послеоперационных рубцов и обеспечивал желаемую форму и расположение желез на достаточно продолжительный срок.
В 1905 году H. Morestin описал большую дисковидную резекцию основания молочной железы. Впервые в 1908 г. J. Dehner указал на необходимость фиксации ткани железы ретромаммарно и описал методику верхней полулунной резекции с последующей фиксации ткани железы за надкостницу III ребра . В 1922 г. M. Thorek предложил технику уменьшения молочной железы со свободной пересадкой сосково-ареолярного комплекса (по аналогии с полнослойным кожным лоскутом). Эта операции применяется и в настоящее время при гигантомастии.
В 1928 г. H. Biesenberger сформулировал основные принципы техники редукционной маммопластики, что предполагало выполнение трёх основных этапов: резекцию железистой ткани, транспозицию сосково-ареолярного комплекса и иссечение избытка кожи. До 1960 г. эта операция была самым распространенным методом редукционной маммопластики.
J. Strombeck (1960), основываясь на концепции E. Schwarzmann (1930) о питании сосково-ареолярного комплекса за счет сосудов, расположенных непосредственно в дерме, предложил операцию редукционной маммопластики с формированием дермальной горизонтальной ножки, за счет которой обеспечивалось надежное питание ареолы и соска. В дальнейшем усовершенствование методики уменьшения молочных желез сводилось к различным модификациям формирования дермальных ножек и уменьшению послеоперационных рубцов.
Возможность выделения сосково-ареолярного комплекса на нижней питающей ножке была обоснована D. Robertson в 1967 году и широко пропагандировалась R. Goldwin, который назвал её пирамидальной техникой уменьшения молочных желез.
C.Dufourmentel и R.Mouly (1961), а затем P. Regnault (1974) предложили метод редукционной маммопластики, который позволял располагать рубец только в нижненаружном секторе железы и исключал традиционный рубец от железы к грудине. C.Lassus (1987), а затем M.Lejour (1994) предложили редукционную маммопластику, после которой оставался лишь вертикальный рубец, расположенный в нижней половине молочной железы.

## Классификация гипертрофии молочных желез
На развитие молочных желез влияет гормональный фон женщины. В зрелом возрасте чрезмерное увеличение молочных желез может произойти при беременности, общих эндокринных нарушениях, ожирении. Механизм развития гигантомастии в юношеском возрасте сложен и до конца не ясен.
В настоящее время гипертрофию молочных желез классифицируют следующим образом.
- По происхождению:

1. ювенильная гипертрофия;
2. гипертрофия при эндокринных нарушениях;
3. гипертрофия при беременности;
4. гипертрофия при ожирении;

- по структуре:

1. с преимущественным увеличением количества жировой ткани;
2. с преимущественным увеличением количества железистой ткани;

- по локализации:

1. односторонняя;
2. двусторонняя;

- по отношению к субмаммарной складке:

1. с птозом молочных желёз;
2. без птоза молочных желёз;

- по степени выраженности:

1. незначительная (избыточная масса до 200г);
2. средняя (избыточная масса 200-500г);
3. большая (избыточная масса 500—1200 г);
4. гигантомастия (избыточная масса более 1200г);

## Показания и противопоказания к проведению операции
Тяжелые птозные молочные железы могут причинять женщине как физический, так и моральный дискомфорт. Неудобство вследствие чрезмерного объёма и массы желез является основным показанием к редукционной маммопластике у большинства пациенток. Некоторые женщины предъявляют жалобы на боли в грудном и шейном отделе позвоночника, что является следствием сопутствующего остеохондроза и статических деформаций позвоночника. Гипертрофия молочных желез может сопровождаться хроническим маститом и мастопатией в том числе с болевым синдромом. Часто женщины предъявляют жалобы на мацерацию и опрелости в области инфрамаммарной складки, которые трудно поддаются лечению. Кроме того, нередко причиной обращения пациентки являются сложности с подбором одежды.
Противопоказаниями для проведения операции являются заболевания молочных желез (необходимо исключить онкологическое заболевание), тяжелые сопутствующие заболевания (сахарный диабет, гипертоническая болезнь и т. п. в стадии декомпенсации). Специфическим противопоказанием к редукционной маммопластике может стать несогласие пациентки с появлением длинных рубцов и изменением чувствительности сосково-ареолярного комплекса.

## Планирование операции
Кроме общеклинического и лабораторного обследования, при планировании редукционной маммопластики необходимо пройти консультацию онколога-маммолога и при наличии показаний провести маммографию. При осмотре пациентки оценивают пропорции тела, соотношение размеров молочных желез и толщины подкожной жировой клетчатки. После обследования хирург определяет степень птоза (опущения молочных желез), тургор и состояние кожи, наличие растяжек. Затем выполняется оценка объема молочных желёз и выяснение пожеланий пациентки о конечном результате.

### Основные принципы редукционной маммопластики
Любой метод редукционной маммопластики включает решение трех основных задач:
1. резекция избыточного объема тканей железы;
2. устранение опущения сосково-ареолярного комплекса;
3. удаление избытка чрезмерно растянутой кожи, покрывающей железу.

Выраженность каждой из перечисленных проблем у разных пациенток неодинакова, и только тщательный анализ каждого конкретного случая позволяет хирургу выбрать оптимальную тактику проведения редукционной маммопластики. Идеальным методом редукционной маммопластики является операция, способная решить следующие задачи:
1. уменьшение объема молочной железы при обеспечении нормального питания оставшихся тканей железы и сосково-ареолярного комплекса;
2. создание эстетически красивой формы молочных желез с достижением их симметрии;
3. послеоперационные рубцы минимальной длины с их расположением в скрытой зоне;
4. сохранение чувствительности соска, ареолы и кожи железы;
5. сохранение возможности лактации;
6. достаточно длительное сохранение результатов операции.

Перед операцией наносится кожная разметка, по которой осуществляются разрезы кожи. Примерный объем удаляемых тканей железы известен до операции. Чтобы уменьшить кровопотерю при резекции необходимо пользоваться электроножом. В подавляющем большинстве случаев ткани резецируют в нижнем секторе железы. Оставшаяся железистая ткань моделируется дополнительными швами. Завершающим этапом операции является формирование кожных лоскутов и создание окончательной формы молочной железы. Кожно-жировые лоскуты формируют в основном в нижнем секторе железы. Рану закрывают с достаточным натяжением на краях кожных лоскутов, которые покрывают дермальную ножку сосково-ареолярного комплекса. Слишком большое натяжение на линии швов в дальнейшем может быть причиной образования грубых рубцов и уплощения железы. В то же время избыток кожных лоскутов способствует опущению железы в целом и запрокидыванию сосково-ареолярного комплекса кверху.
Редукционная маммопластика является достаточно обширной операцией, в ходе которой иногда удаляют большие участки тканей, а общая площадь раневых поверхностей может быть также значительная. Всё это повышает вероятность развития осложнений.
После мастопексии могут развиться следующие виды осложнений:
1. ранние послеоперационные — гематома, нагноение раны, расхождение краев раны, краевые некрозы кожных лоскутов, нарушение питания соска;
2. поздние послеоперационные — деформация железы, вторичный птоз железы с потерей объема, деформация соска или ареолы.

Особый интерес для практических хирургов представляют поздние послеоперационные осложнения, особенно деформация соска, ареолы и молочной железы. Деформации сосково-ареолярного комплекса могут быть разделены на три вида:
1. образование втянутого соска и уплощение контура сосково-ареолярного комплекса;
2. дистопия сосково-ареолярного комплекса;
3. деформация контура ареолы.

Необходимо подчеркнуть, что деформации соска и ареолы встречаются более чем в 50 % случаев независимо от используемого метода и объема резекции тканей. Поэтому возможность развития данного осложнения необходимо обсуждать с пациенткой в предварительной беседе. Изменение контуров молочных желез после операции может характеризоваться уплощением железы, её чрезмерным опущением со слишком высокой позицией сосково-ареолярного комплекса, а также эстетически неприемлемой формой груди.